# 한희경
한희경(韓姬璟, 1978년 7월 18일 ~ )은 대한민국 前 기상 캐스터이다.

## 이력
2000년 KBS 한국방송공사 공채 기상캐스터로 입사했다.
2006년 12월에 사업가 노원석과 결혼했다. 경기도 안양시 동안구의 평촌에서 아파트 신접살림을 차린 이후 2009년 4월 18일을 끝으로 KBS 한국방송공사 기상 캐스터 속적에서 퇴사하였다.

## 학력
- 부산대평국민학교 졸업
- 영도여자중학교 졸업
- 영도여자고등학교 졸업
- 연세대학교 정치외교학과 학사 졸업
- 연세대학교 대학원 신문방송학과 언론학 석사 졸업

### 비학위 수료
- 서강대학교 방송아카데미 수료

## 방송
- 2000년 KBS 클릭! 날씨@생활
- 2001년 KBS 뉴스광장, KBS 930뉴스
- 2002년 KBS 정오뉴스, KBS 9시뉴스

## 가족 관계
- 아버지: 한석조 ( ~ 2023년 7월 6일)
- 어머니: 이정옥
- 배우자: 노원석
- 형제동생: 한동휘, 한수정, 한수진